# Leucadendron immoderatum
Espèce
Leucadendron immoderatum est une espèce de plantes à fleurs de la famille des Proteaceae. Cette espèce est originaire des paysages variés de la région floristique du Cap, en Afrique du Sud. Connu pour son port haut et érigé caractéristique, cet arbuste atteint généralement entre 1,5 et 2,5 m de haut. Il est connu pour ses fleurs et sa structure particulière. Il prospère dans les sols pauvres en nutriments typiques de cette zone.

## Description
Leucadendron immoderatum présente plusieurs caractéristiques remarquables. Ses feuilles sont fines et linéaires, d'un vert brillant. Les fleurs forment des grappes denses, généralement aux teintes rouges et jaunes, ce qui confère à la plante une présence remarquable dans son habitat naturel. Il pousse verticalement et atteint une hauteur de 1,5 à 2,5 m. Les feuilles sont fines et allongées mesurent environ 3 à 5 cm de long et s’alignent étroitement le long de la tige. Les inflorescences forment des grappes de fleurs tubulaires qui varient du rouge foncé au jaune.

## Répartition et habitat

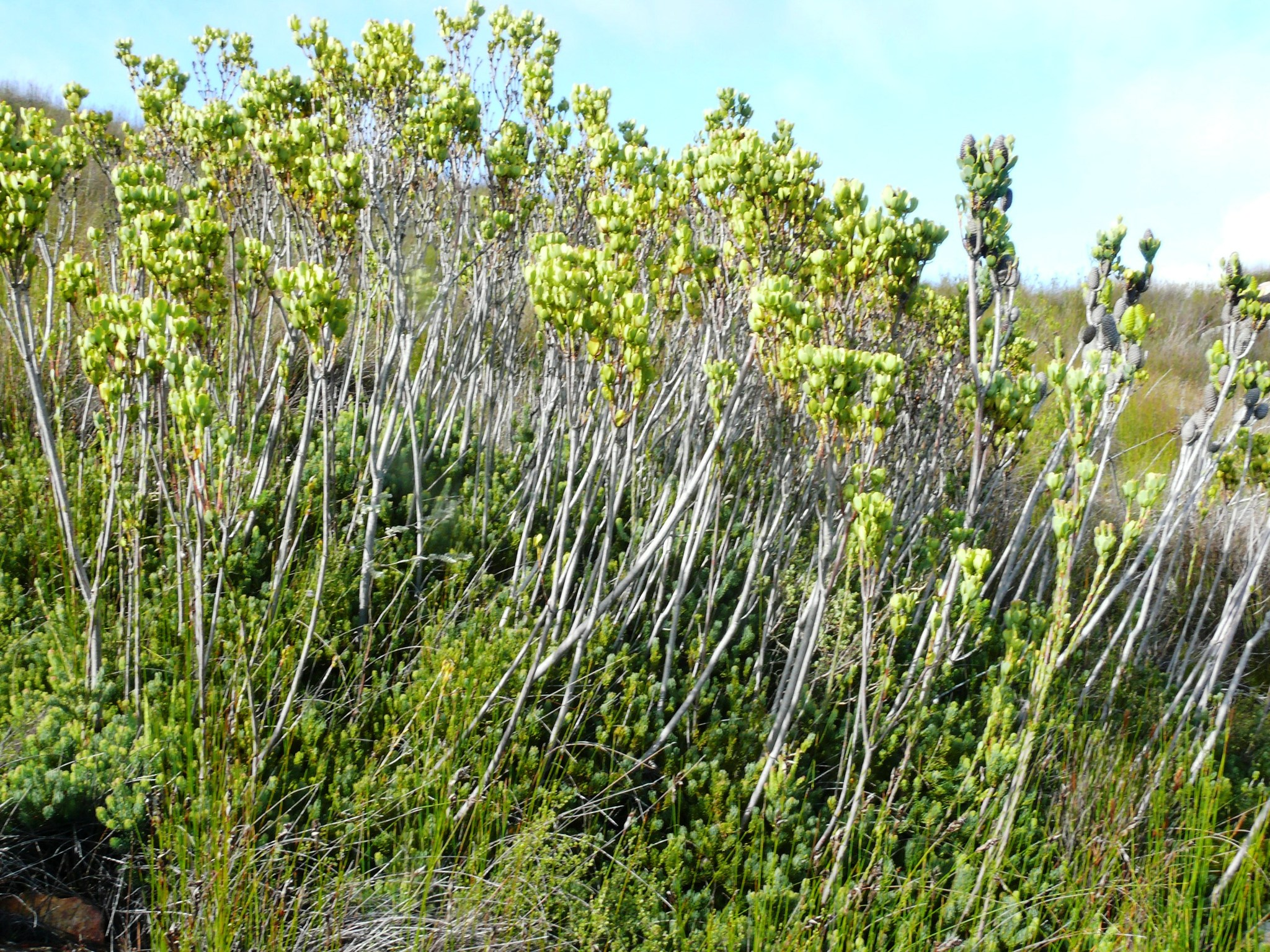

Leucadendron immoderatum est endémique de la région floristique du Cap, principalement dans la province du Cap-Occidental en Afrique du Sud. Son aire de répartition est souvent limitée à des zones spécifiques caractérisées par le biome du fynbos, où il est adapté aux conditions locales. Malheureusement, le développement urbain et l'agriculture menacent ses habitats naturels.
Cette espèce prospère sous un climat méditerranéen, avec des hivers humides et des étés secs. Elle prospère dans des sols acides et pauvres en nutriments, généralement sableux ou argileux. L'adaptabilité du Conebush à ces types de sols spécifiques lui permet de supplanter les autres plantes qui ne supportent pas ces conditions, ce qui en fait un élément essentiel de l'écosystème du fynbos. La plante pousse sur les versants nord, à 1 300 m d'altitude.

### Écologie
Leucadendron immoderatum joue un rôle utile dans son écosystème. Membre du fynbos, il contribue à la  biodiversité qui caractérise la région. Ses fleurs sont favorables pour divers pollinisateurs, dont les abeilles et les oiseaux, leur fournissant nourriture et nutriments essentiels. La plante contribue également à la lutte contre l’érosion des sols en stabilisant le sol grâce à son système racinaire.
La croissance de Leucadendron immoderatum est généralement cyclique, étroitement liée aux précipitations saisonnières. Cette espèce dépend fortement du feu pour sa reproduction ; ses graines sont libérées après un incendie, garantissant ainsi l'adaptation de la génération suivante au sol fraîchement exposé. Cette adaptation permet non seulement à la plante de prospérer, mais contribue également à la régénération de l'écosystème environnant après un incendie.

### Ravageurs et maladies
Bien que Leucadendron immoderatum soit relativement résistant, il peut être sensible aux ravageurs tels que les pucerons et les cochenilles. Les maladies fongiques, comme la pourriture des racines, peuvent également constituer une menace, notamment en cas d'humidité excessive.

## Statut de conservation
Actuellement, le statut de conservation de Leucadendron immoderatum varie, certaines populations étant menacées par la perte de leur habitat. Les efforts de conservation sont essentiels pour garantir que cette espèce continue de prospérer dans son environnement naturel,.

## Leucadendron immoderatumet l'Homme
En tant que plante de jardin, Leucadendron immoderatum est apprécié pour sa valeur ornementale et est souvent présent dans les aménagements paysagers locaux. Son apparence et sa résistance à la sécheresse en font un choix intéressant pour les jardins.

## Dénominations
Cet arbuste est appelé communément en afrikaans Suigstokkie-tolbos, et, en anglais, Conebush Lollypop.

## Systématique
Le nom correct complet (avec auteur) de ce taxon est Leucadendron immoderatum Rourke (d).

## Galerie

Différentes vues de Leucadendron immoderatum
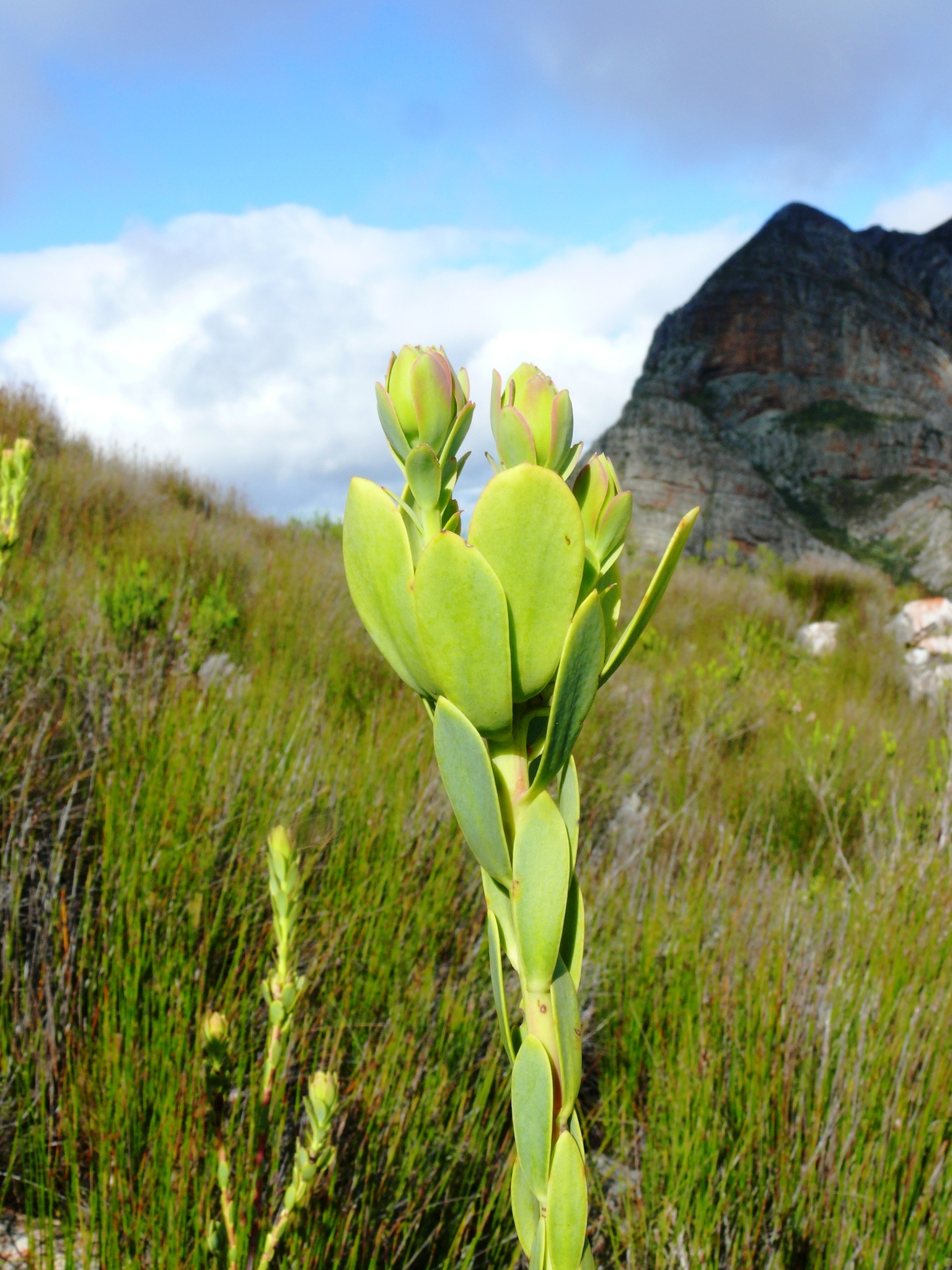
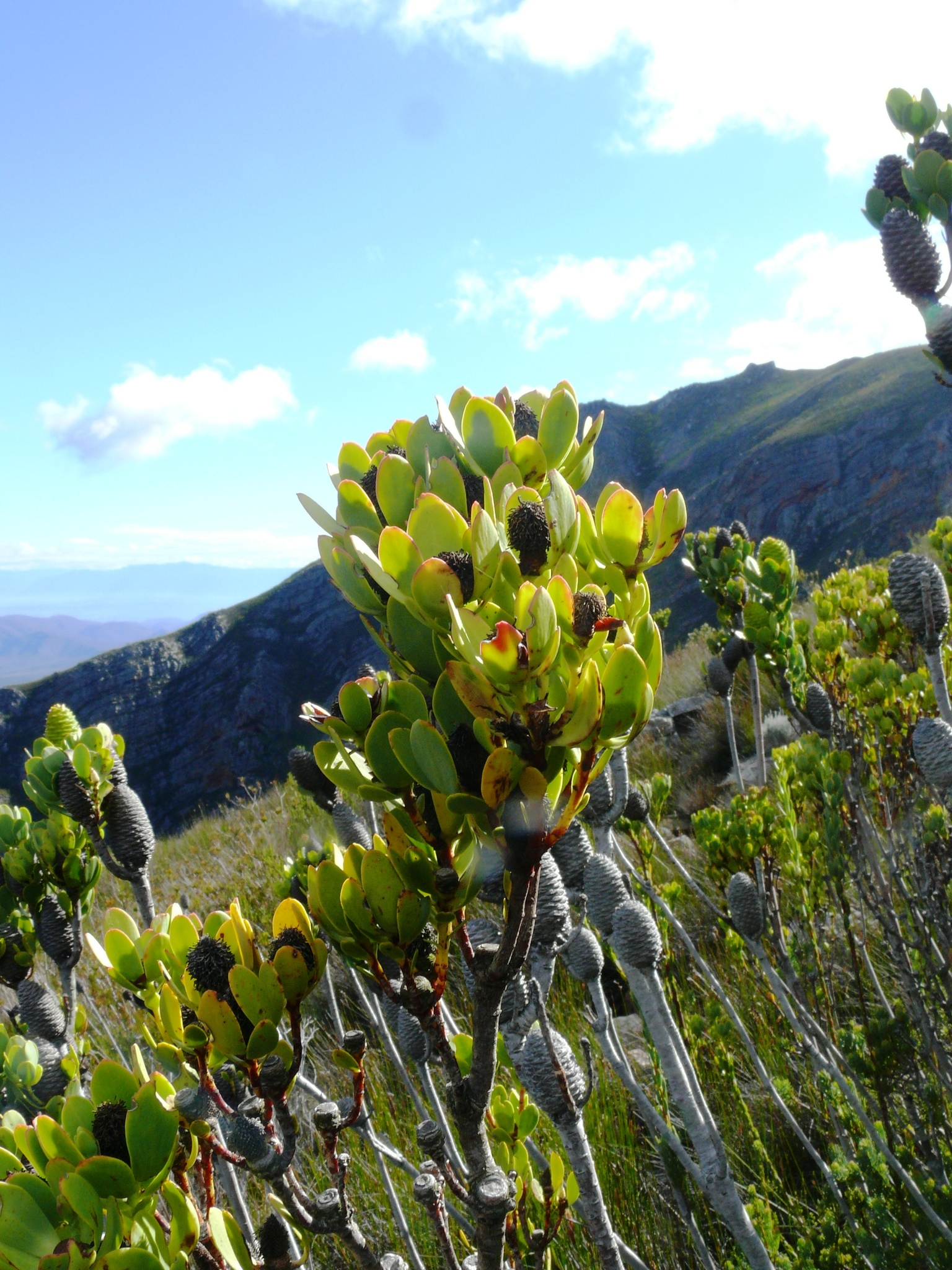
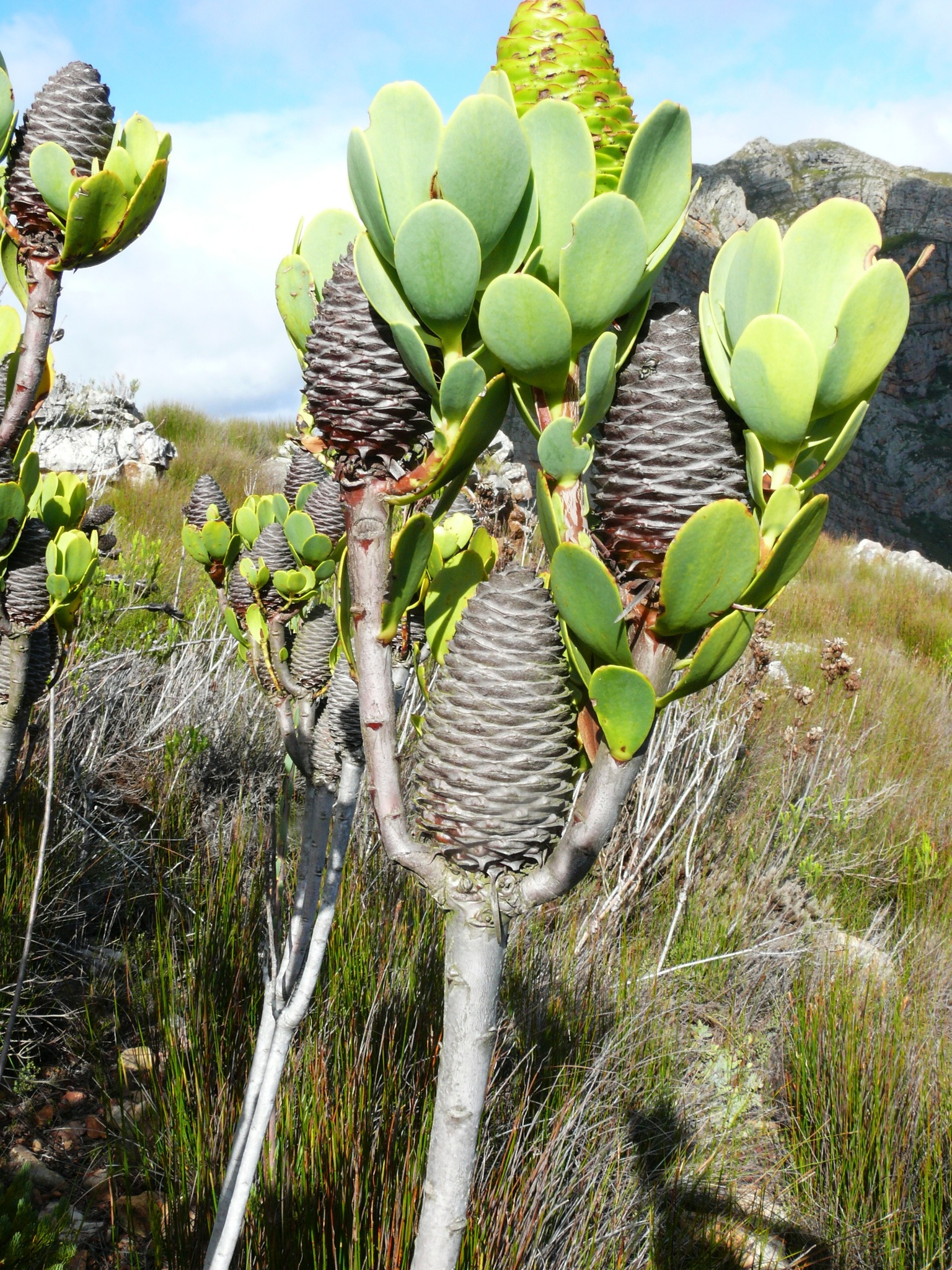
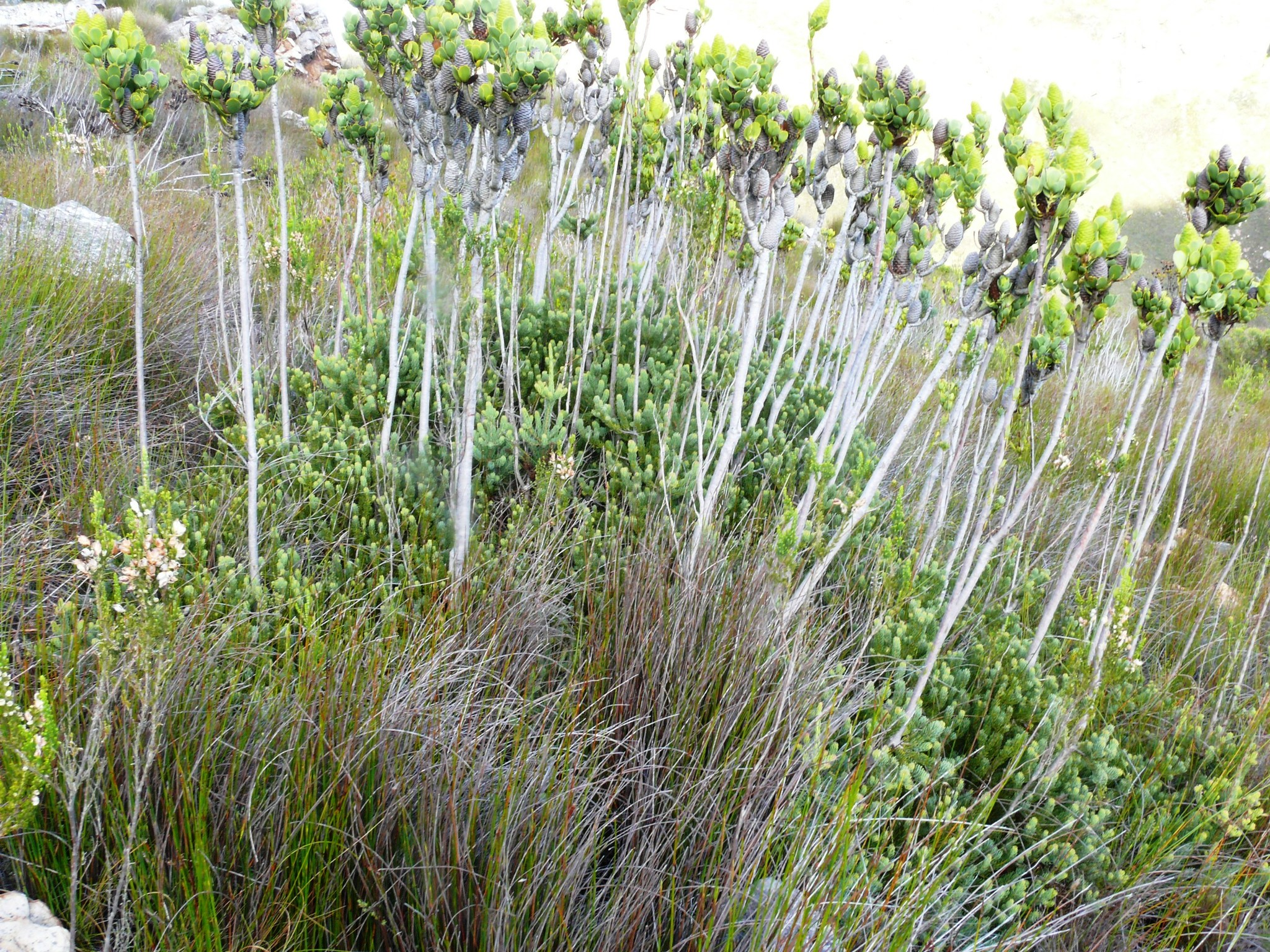